# Marie Kamphuis
Marie Kamphuis (* 23. Oktober 1907 in Zwolle; † 9. Januar 2004 in Haren) war eine niederländische Sozialarbeiterin. Sie gehört zu den Pionieren der sozialen Einzelfallhilfe (Casework).

## Leben
Kamphuis war die Tochter des Bauunternehmers Jan Willem Kamphuis (1880–1954) und seiner Ehefrau Hermanna Christina Treep (1991–1967). Sie wuchs in der reformierten Familie gemeinsam mit drei Brüdern sowie ihrer Zwillingsschwester Jopie († 1924) auf. Ab 1923 besuchte Kamphuis die Opleidingsschool voor Christelijk-Maatschappelijke Arbeid in Amsterdam, kehrte aber nach dem Tod ihrer Zwillingsschwester wieder in das Elternhaus zurück. Nach einer mehrjährigen Verlobungsphase löste sie diese und begann 1932 eine Ausbildung am Centraal Instituut voor Christelijk en Sociale Arbeid (CICSA) in Amsterdam, die sie 1935 abschloss. Anschließend trat sie eine Stelle in Drenthe an. Schon 1937 kehrte sie als zweite Schulleitung nach Amsterdam zurück. 1943 gründete sie in Groningen eine Zweigstelle der Amsterdamer Schule, die 1948 unabhängig wurde. Später wurde daraus die Academie voor Sociale en Culturele Arbeid (ASCA), inzwischen Teil der Hanzehogeschool Groningen. Sowohl 1948 und erneut 1954/55 reiste Kamphuis zu Studienzwecken in die Vereinigten Staaten, wo sie das Casework unter anderem an der New York School of Social Work kennenlernte. Ihr 1950 erstmalig erschienenes Buch „Wat is social casework“ entwickelte sich zum Standardwerk mit zahlreichen Auflagen, auch in der Bundesrepublik, wohin Kamphuis immer wieder zu Vorträgen und Fortbildungen reiste.
Ihr Nachlass wird im Archief Marie Kamphuis in Amsterdam aufbewahrt.

## Auszeichnungen
- 1960: Offizier im Orden von Oranien-Nassau
- 1975: Ehrenmedaille der Stadt Groningen

## Schriften
- Social work in postwar Holland. In: Journal of Social Casework. 1947, S. 249–25.
- Vijftig jaar Vrouw en Maatschappelijk Werk. In: Tijdschrift voor maatschappelijk werk. 1948, S. 283–284.
- Het Amerikaanse social case work. In: Tijdschrift voor maatschappelijk werk. 1948, S. 81–85.
- Amerika en wij: wat valt er voor ons maatschappelijk werk te leren. In: Tijdschrift voor maatschappelijk werk. 1948, S. 49–52.
- Waarin verschilt het hedendaagse social casework van de inzichten van mevrouw Muller-Lulofs en haar tijdgenoten? In: Tijdschrift voor maatschappelijk werk. 1950, S. 113–116.
- Wat is social casework? een eerste inleiding. Alphen aan den Rijn 1950 und öfter.
  - Deutsch: Die persönliche Hilfe in der Sozialarbeit unserer Zeit. Eine Einführung in die Methode der Einzelfallhilfe für Praxis und Ausbildung. Enke, Stuttgart 1963 und öfter.
- Helpen als ambacht: studies over maatschappelijk werk. Baarn 1951.
- Sozialschwierige Familien, Versuche zur Hilfe in den U.S.A. und in den Niederlanden. In: Soziale Arbeit. 1957, S. 97–109.
- Vaart en tucht: een bundel opstellen. Lochem, 1958.
- Om de leefbaarheid van het bestaan. Lochem, 1958.
- Nieuwe wegen in het werk met probleemgezinnen: het casework-experiment in het Family Centered Project in St. Paul. Alphen aan den Rijn, 1963.
- Sociale actie nu?! Lochem, 1970.
- Tegen de draad in: opstellen over de ontwikkelingen in de jaren zestig en perspectieven voor de jaren zeventig in sociale dienstverlening en opleiding. Lochem, 1972.
- Kĳken in de spiegel van het verleden: maatschappelĳk werk in historisch perspectief: de oorspronkelĳke memoires van Marie Kamphuis, met actuele kanttekeningen. Houten, 2007.